# Mauromecistoplia nieuwoudtvillensis
Mauromecistoplia nieuwoudtvillensis är en skalbaggsart som beskrevs av Dombrow 1997. Mauromecistoplia nieuwoudtvillensis ingår i släktet Mauromecistoplia och familjen Melolonthidae. Inga underarter finns listade i Catalogue of Life.